# Blood Work
Blood Work is een Amerikaanse misdaadfilm uit 2002 onder regie van Clint Eastwood. Het scenario is gebaseerd op de gelijknamige roman uit 1998 van de Amerikaanse misdaadauteur Michael Connelly.

## Verhaal
Kort voor zijn pensioen krijgt de FBI-agent Terry McCaleb een hartaanval. Na een harttransplantatie wil hij van zijn rust genieten, maar hij krijgt bezoek van Graciella Rivers, die hem vraagt om de moordenaar van haar zus op te sporen. Als Terry weigert op haar verzoek in te gaan, vertelt Graciella hem dat zijn nieuwe hart van haar zus afkomstig is.

## Rolverdeling
| Acteur          | Personage        |
| --------------- | ---------------- |
| Clint Eastwood  | Terry McCaleb    |
| Jeff Daniels    | Jasper Noone     |
| Anjelica Huston | Dr. Bonnie Fox   |
| Wanda De Jesús  | Graciella Rivers |
| Tina Lifford    | Jaye Winston     |
| Paul Rodriguez  | Ronaldo Arrango  |
| Dylan Walsh     | John Waller      |
| Mason Lucero    | Raymond Torres   |
| Gerry Becker    | Mijnheer Toliver |
| Rick Hoffman    | James Lockridge  |
| Alix Koromzay   | Mevrouw Cordell  |
| Igor Jijikine   | Mikhail Bolotov  |
| Dina Eastwood   | Verslaggeefster  |
| Beverly Leech   | Verslaggeefster  |
| June Kyoto Lu   | Mevrouw Kang     |